# Target or Flag
Target or Flag ist ein Jazzalbum von Ken Vandermark und seiner Band The Vandermark 5. Die am 25. und 26. Oktober 1997 in den Airwave Recording Studios, Chicago entstandenen Aufnahmen erschienen am 19. Mai 1998 auf Atavistic Records.

## Hintergrund
Target or Flag war – nach dem Debütalbum Single Piece Flow (1997) – die zweite Aufnahme der Vandermark 5 mit Mars Williams (Saxophon), Jeb Bishop an Posaune und Gitarre, Kent Kessler am Bass und Tim Mulvenna am Schlagzeug.

## Titelliste
- The Vandermark Five: Target or Flag (Atavistic ALP106, Atavistic – ALP106CD)[1]
  1. Sucker Punch (For Phelps (Catfish) Collins) 7:18
  2. Attempted, Not Known (For Derek Bailey and George Lewis) 11:23
  3. Start of Something (For Ellen Major) 8:11
  4. Super Opaque (For Cecil Taylor) 08:59
  5. Last Call (For Eddie Hazel) 08:02
  6. New Luggage (for Shelly Manne) 08:35
  7. 8K (For Peter Brötzmann) 06:45
  8. Fever Dream (For Dan Grzeca) 08:46
- Alle Kompositionen stammen von Ken Vandermark.

## Rezeption
Jason Ankeny schrieb in AllMusic, das zweite Album der Vandermark 5 sei ein großer Sprung nach ihrem Debüt Single Piece Flow, einer Gratwanderung zwischen konventionellen Jazzformen und wilder Avantgarde; Vandermark verfüge sowohl über ein großes Klangspektrum als auch über eine beeindruckende Klangstärke. Unterstützt von Spielern aus der Region Chicago wie Mars Williams und Kent Kessler würden seine innovativsten Ideen in vollem Umfang umgesetzt.
The Penguin Guide to Jazz stellte fest, dass einige Widmungen „seine Zuneigung zur urbanen Präzision des erstklassigen West Coast Jazz verrieten, und seine eigenen Stücke legten Wert darauf, einige der Merkmale (Kontrapunkt, tonaler Kontrast) zu befolgen, nach denen diese Schule arbeitete“.
Nach Ansicht von Aaron Cohen, der das Album in Down Beat rezensierte, kennt Vandermark den Wert einer eingespielten Band. „Die Einheit auf dieser Platte ist die kohärenteste, die er geführt hat.“ Target or Flag zeige, dass Vandermarks Saxophon-Aerodynamik ihm zwar zunächst ein Publikum gebracht hätte, aber es wären seine Fähigkeiten als Komponist und Bandleader, die seine dauerhafte Wirkung aufbauen werden.